# Hymenophyllum humbertii
Hymenophyllum humbertii là một loài thực vật có mạch trong họ Hymenophyllaceae. Loài này được C. Chr. miêu tả khoa học đầu tiên năm 1928.